# Coordination rurale
Pour les articles homonymes, voir CR.
La Coordination rurale (CR) est un syndicat agricole français, créé fin 1991. 
C'est le second syndicat agricole français.
La CR est classée politiquement à droite, et est parfois considérée comme étant proche de l'extrême droite alors que le syndicat se revendique apolitique.

## Historique

### Naissance

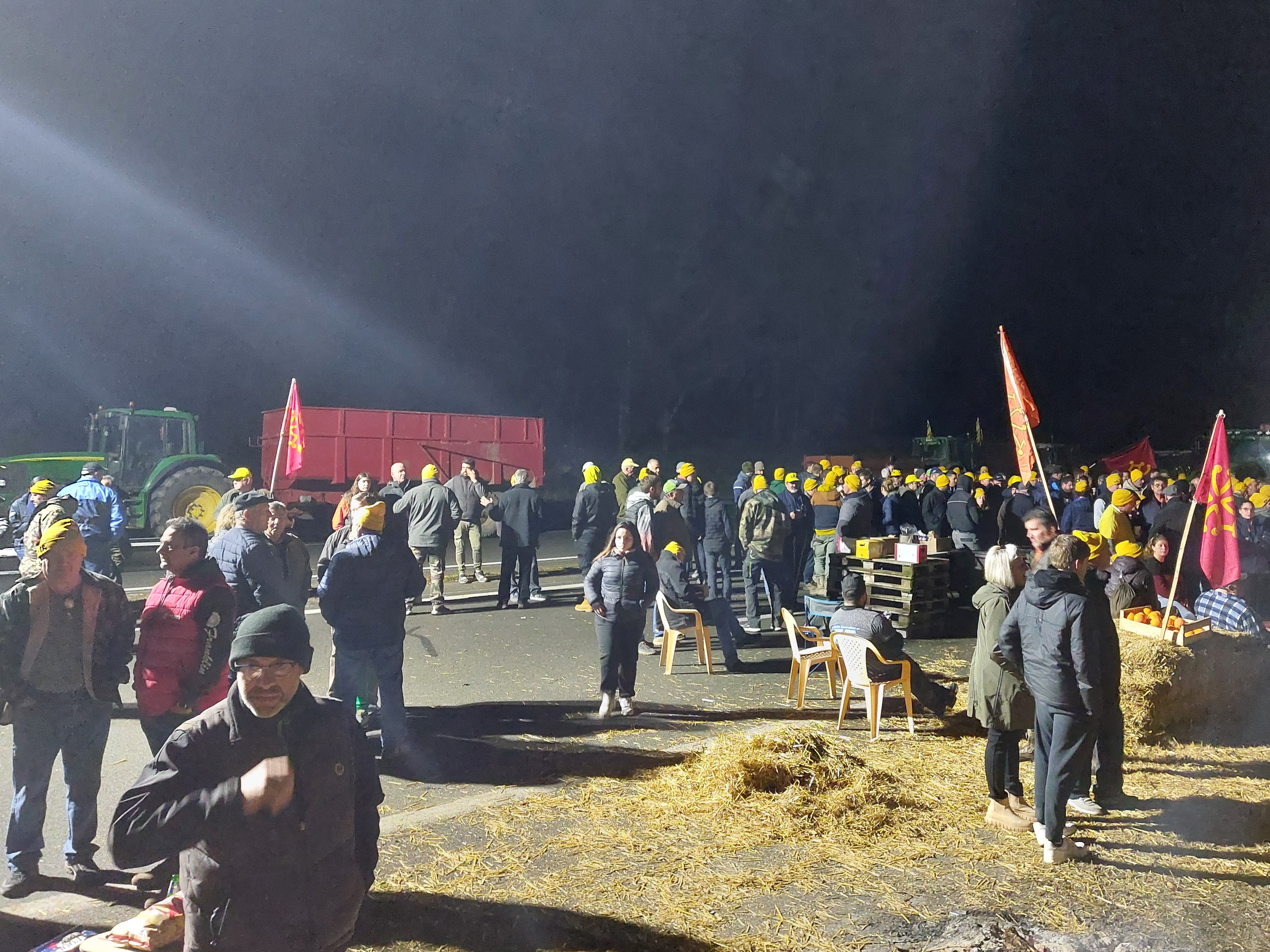
Les « Bonnets jaunes » de la Coordination rurale bloquant l'autoroute A62 à Agen (Lot-et-Garonne) en janvier 2024.

La Coordination rurale est née fin 1991 d’une contestation de la réforme de la politique agricole commune (PAC) et des positions de la Fédération nationale des syndicats d'exploitants agricoles (FNSEA). Le 2 décembre 1991, une quarantaine d’agriculteurs tiennent la réunion constitutive de la Coordination Rurale qui apparaît pour la première fois à L’Isle-Jourdain (32) et adopte la forme associative loi 1901. Ses fondateurs, Jean-Paul Couvreur, Philippe Arnaud et Jacques Laigneau, tous trois agriculteurs dans le Gers, ne la définissent pas comme un nouveau syndicat mais comme une coordination trans-syndicale, créée dans le but de lutter unitairement contre la réforme de la PAC portée par le commissaire européen Ray Mac Sharry.
Ce mouvement transversal avait, dans un premier temps, réussi à fédérer un large front contre la réforme de la PAC. Outre le réseau qu’il avait été en mesure de mobiliser par lui-même, notamment parmi les céréaliers et les agriculteurs soucieux de perfectionnement et d’efficacité technico-économiques, il rassemble dès l’année suivante près de 7 000 adhérents : des dissidents de la FNSEA, des agriculteurs de la Fédération française de l'agriculture (FFA) et du Mouvement de défense des exploitants familiaux (Modef) et des militants de la Confédération paysanne, parmi lesquels José Bové et Yves Manguy.
Au printemps 1992, l’organisation tient plusieurs meetings : à Agen le 29 février, à Niort le 31 mars, puis à Chartres le 21 mai. Elle édite à cette occasion son premier tract « Amis citadins » et interpelle Louis Mermaz, alors ministre de l’Agriculture et de la Forêt, à de nombreuses reprises.

### Blocus de Paris de 1992
Le 21 mai 1992, le Conseil des ministres européen entérine la nouvelle PAC. La Coordination rurale organise alors depuis Écublé, en Eure-et-Loir, le « blocus de Paris », une action nationale destinée à « essayer de paralyser Paris » en dressant dans la nuit du 22 au 23 juin 1992 des barrages sur les accès principaux d’Île-de-France, comme au péage de Senlis. Cinq cents tracteurs prendront la direction de la capitale.
Paul Quilès, le ministre de l'Intérieur, avait appelé les préfets à interdire les manifestations entravant la circulation, ce à quoi la CR avait répliqué par le maintien de l'appel au blocus, tout en précisant que la manifestation serait non violente, à moins d'« être agressés de façon sauvage » par les forces de l'ordre,. L'opération n'a d'ailleurs finalement été émaillée que de peu d'incidents,.
En réalité, ce « blocus de Paris » n'a que très peu bloqué les accès à la capitale. Il a surtout marqué la naissance médiatique du mouvement.
Après la levée des barrages, alors que les agriculteurs rentrent dans les campagnes pour aller moissonner, Raymond Girardi, vice-président du Modef, estimait que l'action avait porté ses fruits en faisant naître une « force considérable » avec laquelle il allait désormais falloir compter.
FNSEA et CNJA considèrent irresponsable la position radicale de la Coordination rurale. Christian Jacob, président du CNJA, explique son désaccord fondamental avec l'objectif de la CR de faire retirer le texte adopté le 21 mai 1992, préférant militer auprès du gouvernement français pour un « plan d'adaptation pour l'agriculture et une gestion dynamique des soutiens ». Ces mesures d'accompagnement seront finalement annoncées le 20 juillet 1992 par le Gouvernement français. Le secrétaire général de la Coordination rurale, Philippe Arnaud, dénonce alors des mesures « ridicules » et promet de nouvelles actions, qui donneront lieu à davantage d’« opérations escargots » quelques mois plus tard.
En 1993, le 2e blocus de la Coordination rurale à Paris est lancé, pour dénoncer l'entrée de l'agriculture dans le GATT et l’accord de Blair House. Des manifestations sont notamment organisées au marché d'intérêt national de Rungis ou encore au Parc Disneyland Paris, où les agriculteurs soutenus par des militants CGT du site, parviennent à perturber un sommet de l'agroalimentaire.

### Le manifeste fondateur:Une révolution en vert et pour tous
En janvier 1993, Jacques Laigneau, Philippe Arnaud, Nicolas Jaquet, Henri Gaulandeau, Raymond Girardi et Yves Manguy publient Une Révolution en vert et pour tous, un ouvrage dans lequel ils appellent à « une nouvelle révolution sociale et culturelle » et qu'ils adressent « aussi bien aux agriculteurs qu'aux acteurs des autres secteurs de l'économie et qu'aux responsables politiques ».
Tant que la PAC de 1992 et le GATT « conduisent à la disparition des paysans », qu'ils qualifient encore de « génocide paysan », ils estiment devoir les combattre selon quatre axes qu'ils déterminent et qui structurent encore le discours de la Coordination Rurale :
- « Nourrir les hommes mérite un digne revenu » ;
- « Sauver la ruralité, plus un agriculteur de moins » ;
- « Nous nous battons pour maintenir notre civilisation » ;
- « Sans semences, pas de paysan ».

La Coordination rurale s'inscrit dès lors au-delà des revendications purement corporatistes, dans la défense d'une identité paysanne. Le sociologue François Purseigle écrira en ce sens que le mouvement entend « affirmer l'identité d'un groupe social menacé et devenu minoritaire ».

#### Appel de Paris pour une exception agri-culturelle
Lors d'un colloque international « Pour que vivent nos cultures : non au GATT » organisé par la CR avec Teddy Goldsmith et Agnès Bertrand au théâtre de la Mutualité à Paris le 7 décembre 1993, Jacques Laigneau, président de la CR, revendique pour la première fois une « exception agri-culturelle » au GATT.

### De l'association au syndicat
Constatant que l'ordre cogestionnaire ne peut être défait, les élections aux chambres d’agriculture de 1995 apparaîtront comme l'occasion toute trouvée d’entamer une conquête du pouvoir, ce qui va précipiter la transformation de la structure associative en organisation syndicale propre dès 1994.
Or, ne pouvaient être déposées que des listes réunies sous la bannière d’un syndicat ayant au moins cinq ans d'ancienneté. La Coordination rurale ne disposant pas d'une telle ancienneté, elle va alors absorber les statuts de la Fédération française de l'agriculture (FFA) pour répondre à cette exigence. Le syndicat Coordination Rurale – Union nationale est ainsi créé en juin 1994.

### Refonte du syndicat
En 2022, Véronique Le Floc’h est élue présidente de justesse à 55 voix contre 50 pour son adversaire François Walraet qui souhaitait poursuivre la ligne de son prédécesseur.
D'une ligne apartisane portée par l'ancien président Bernard Lannes durant quatre mandats successifs, l'orientation politique du syndicat change radicalement à partir de la présidence de Véronique Le Floc’h pour se rapprocher du Rassemblement national,. Ainsi, lors du mouvement de colère début 2024, la vice-présidente Amélie Rebière se positionne aux côtés de Jordan Bardella et le secrétaire général Christian Convers intervient à Bruxelles en compagnie de Marion Maréchal. En juillet, Sophie Lenaerts, membre du bureau, se rend à l’université d’été de l’Action française.
Durant cette présidence, le syndicat vit un bouleversement interne. Entre 2022 et 2024, les deux tiers des 40 salariés sont partis de façon plus ou moins contrainte, dont la totalité des personnes présentes de longue date. En décembre 2023, une enquête interne met en lumière un « climat social dégradé » et une « désorganisation structurelle totale ». Début 2024, l'inspection du travail reçoit des signalements de faits pouvant être qualifiés de harcèlement et met en demeure la présidente en juin 2024 de protéger ses salariés et d'évaluer les risques de violences de la part d'élus nationaux et locaux. Selon des révélations de Mediapart, lors de l’assemblée générale du 13 juin 2024, le membre influent de la CR du Lot-et-Garonne Serge Bousquet-Cassagne exige des salariés un engagement total au mépris du Code du travail.

## Position politique
Ce syndicat est fréquemment classé à droite, ou à l'extrême droite du champ politique,,,,. Il est réputé poujadiste,. Une proximité avec le Front national lui est également prêtée,,, même s'il s'en défend. Cette position est contestée par certaines sources.
Pour Denis Barrault, ex-directeur de la chambre d'agriculture du Lot-et-Garonne aujourd'hui dirigée par la Coordination rurale, « la Coordination est née du rejet de la FNSEA, c'est un syndicat de choc, un peu poujadiste, qui occupe le terrain, contre un syndicat majoritaire jugé trop dans le consensus. Mais l'idéologie est sensiblement la même, libérale, dans le rejet des normes. »
La Coordination rurale se revendique apartisane et l'a inscrit dans ses statuts. Elle exigerait de tous ses représentants qui souhaitent s'engager dans un parti qu'ils démissionnent auparavant de leurs mandats de représentation agricole.
Elle milite en faveur d'une politique migratoire plus souple et occupe en 2001 la préfecture d'Agen pour réclamer la venue d'ouvriers agricoles polonais et marocains. Les militants départementaux de la CR refusent d'embaucher les travailleurs français, qualifiés de « bras cassés » et leur leader Serge Bousquet-Cassagne demande « des gens qui ont faim et qui ont envie de travailler. » En 2004, des membres de la CR du Lot-et-Garonne apportent leur soutien à un agriculteur qui vient d'abattre deux inspecteurs du travail enquêtant sur les conditions de travail de ses saisonniers migrants ; le syndicat placarde des affiches sur les bords de route : « Non à l’inquisition ! »
La Coordination rurale est parfois décrite comme niant le réchauffement climatique. Elle combat les mesures écologiques ainsi que la mondialisation.
Au cours du mouvement des agriculteurs de 2024, des accointances entre le syndicat et le Rassemblement national sont relevées à plusieurs reprises, laissant planer le doute de la récupération politique de ses actions par le parti d'extrême droite,. Après les élections législatives de 2024, plusieurs cadres et membres du syndicat dénoncent une récupération politique au profit de l'extrême droite et une dérive autoritaire et violente.

### Présidents

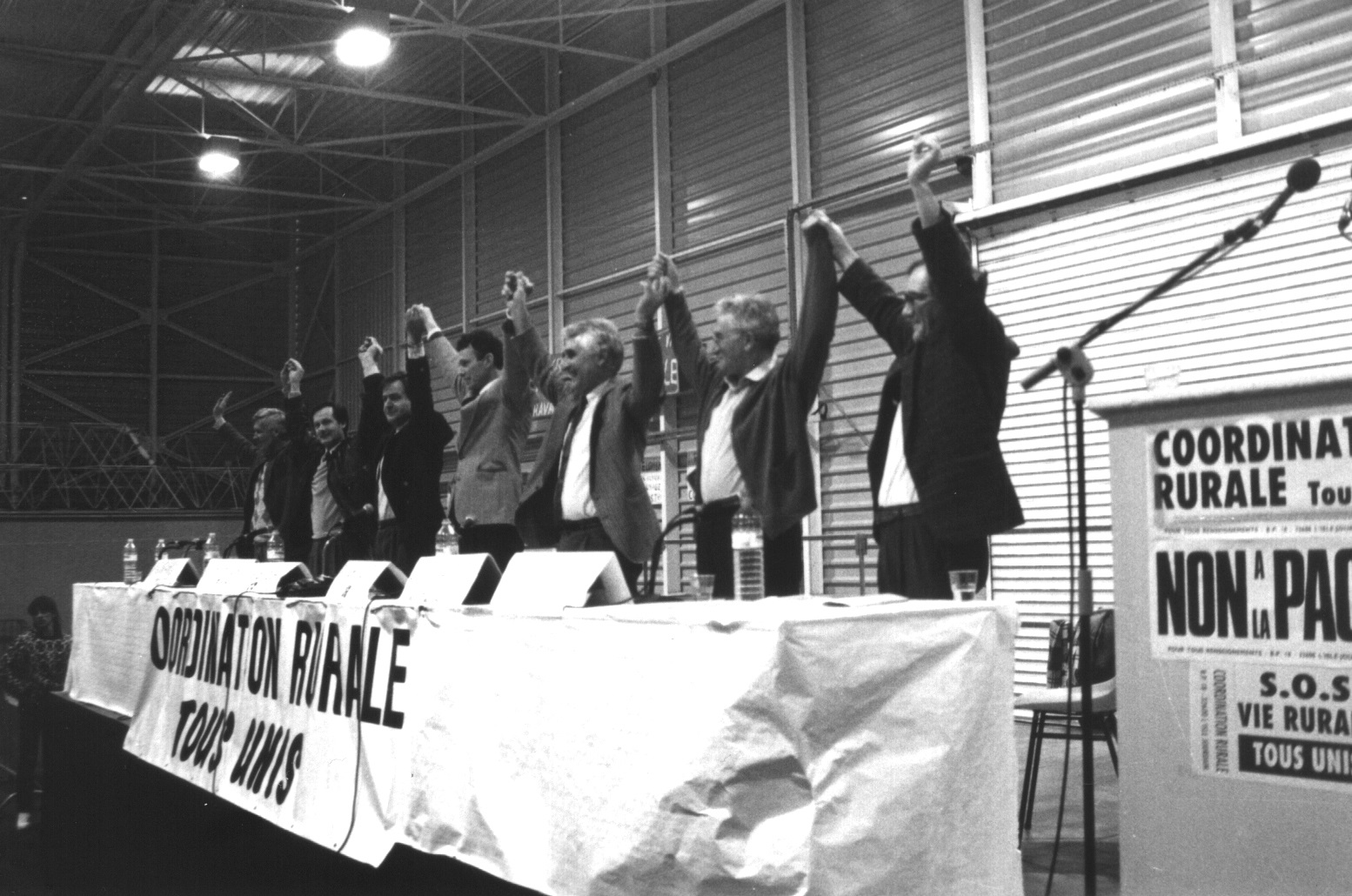
Les fondateurs de la Coordination rurale à la tribune en 1992 à Agen, avec Philippe Arnaud (au centre) et Jacques Laigneau (à droite).

- Jacques Laigneau (1992-1998)
- Hubert Barre (1998-1999)
- François Lucas (1999-2010)
- Bernard Lannes (2010-2022)
- Véronique Le Floc'h (depuis 2022)

## Actions et engagements

### Un nouveau mode d'action
La Coordination rurale utilise le « pancartage » comme méthode d'action. Empruntant aux mouvements sociaux estudiantins ou politiques, la technique et les cibles évolueront par la suite. De la simple pancarte, elle passera aux affiches sauvages. Les murs de certaines bourgades du Sud-Ouest se verront ainsi tapissés d'affiches anti-PAC et pro-Coordination Rurale. Tout en défendant la ruralité, la CR développe un mode d'action jusqu'alors inutilisé par les agriculteurs.

### Engagement contre la corruption
En février 2004, l'Organisation des producteurs de grains, la branche céréalière de la CR devenue depuis France Grandes Cultures, mène des actions en justice qui conduiront à la mise en examen de huit responsables de la FNSEA dans l'affaire Unigrains-ITCF. Elle met alors en avant un slogan qui se retrouvera encore des années plus tard dans la communication de la Coordination rurale : « Servir et non se servir ».

### Semences
La Coordination rurale soutient les semences de ferme et s'oppose au paiement de royalties sur ces dernières. Elle adhère à la coordination nationale de défense des semences fermières (CNDSF) pour combattre les groupes semenciers qui déposséderaient selon elle les paysans d'un droit ancestral à utiliser leurs propres semences.

### Représentation électorale
La Coordination rurale a présenté des listes aux élections par les exploitants de leurs représentants dans les Chambres d’agriculture,, à partir de 1985. En 2001, elle en a présenté dans 57 départements, obtenu en moyenne 12,2% des voix et remporté deux chambres d’agriculture (Calvados, Lot-et-Garonne).
En 2007, la Coordination rurale est présente dans 81 départements et obtient 18,7 % des voix aux élections des chambres d'agriculture. Elle conserve ses deux chambres d'agriculture. Elle est le second syndicat français en métropole (hors DOM TOM) et le troisième syndicat pour l'ensemble du territoire français (DOM-TOM compris).
En 2013, le syndicat obtient 20,49 % des suffrages, il devient le deuxième syndicat agricole en France, conserve ses deux chambres d'agriculture (Calvados, Lot-et-Garonne) et en remporte deux nouvelles (Charente et Puy-de-Dôme, cette dernière étant en liste d'union avec la Confédération paysanne).
En 2019, la CR obtient 21,54 % des suffrages : elle perd les chambres d'agriculture de Charente, du Puy-de-Dôme et du Calvados. Le syndicat conforte sa position en Lot-et-Garonne, et remporte les chambres de la Vienne et de la Haute-Vienne. À l'issue de ces élections, la Coordination rurale demeure le deuxième syndicat agricole français, au coude à coude avec la Confédération paysanne, tous deux ayant obtenu environ 20 % des voix aux élections aux chambres d'agriculture en 2019, loin derrière le premier, la Fédération nationale des syndicats d'exploitants agricoles (FNSEA) qui totalise 55 % sur des listes communes avec le syndicat Jeunes agriculteurs,,.
En janvier 2025, la CR progresse et obtient 29,85 % des suffrages. Elle parvient à arriver en tête dans 14 départements. Avec les votes des autres collèges, elle n'a cependant pas réussi à remporter la présidence dans quatre départements, ni la présidence de la région Nouvelle Aquitaine où elle est pourtant majoritaire dans sept des douze départements au sein du collège exploitants. Elle conserve la Vienne, la Haute-Vienne et le Lot-et-Garonne puis gagne les Ardennes, le Cher, l'Indre-et-Loire, la Charente, la Dordogne, le Gers et le Tarn.

## Activités

### Journal
La Coordination rurale éditait jusqu'en 2019 un journal mensuel, 100 % agriculteur (anciennement CR infos).

### Lobbying
La Coordination rurale est inscrite depuis décembre 2017 sur le registre de la Haute Autorité pour la transparence de la vie publique et déclare exercer des activités de représentation d'intérêts en France pour un montant compris entre 50 000 et 750 000 euros en 2018.

### Festival national du non labour et du semis direct (festival NLSD)
En 1999, la Coordination rurale organise en Charente le premier Festival du non-Labour et du semis direct (Festival NLSD), décrit par le syndicat comme un rendez-vous annuel des agriculteurs consacré au travail du sol, aux couverts végétaux et aux itinéraires techniques innovants.
La création de ce festival pour la promotion des techniques de non-labour et semis direct et autres techniques culturales simplifiées n'était initialement pas dénuée d'arrière-pensées syndicales. Il devait également constituer « un pied de nez » aux concours de labour, ce qu'assumait pleinement un responsable de l'organisation des producteurs de grains en 1999.
En disant « non au labour », les agriculteurs adhérents de la Coordination rurale avaient pour objectif de dire « non » aux modèles techniques portés par le syndicalisme majoritaire, et notamment à ceux des Jeunes agriculteurs lors des finales de concours de labour.
Le festival est organisé dans un lieu différent chaque année. Il se déroule désormais au sein de lycées d'enseignement général, technologique et professionnel agricole (LEGTA) et n'a plus de lien avec le syndicat.

## Polémiques

### Barrage de Caussade
À Saint-Pierre-de-Caubel, la chambre d'agriculture du Lot-et-Garonne porte un projet de construction de retenue d'eau (dite « lac de Caussade ») ayant pour but de stocker l’eau de l’hiver pour irriguer l’été les champs d’une vingtaine d’exploitations. Alors que la construction de ce barrage avait été validée dans un premier temps (juin 2018) par la préfecture du Lot-et-Garonne, cette dernière décide finalement de faire machine arrière quelques mois plus tard (octobre 2018) sous la pression notamment du ministère de la Transition écologique. Soutenue par les maires du Lot-et-Garonne, la chambre d’agriculture poursuit le projet et fait construire illégalement la retenue d'eau sur le ruisseau de Caussade. Au printemps 2020, l’État accepte finalement que le barrage soit utilisé par les agriculteurs. Celui-ci s’étale sur 378 mètres de large et 12,5 mètres de haut pour barrer le lit du ruisseau, et peut retenir 920 000 m3 d’eau. À la suite des procédures engagées, le tribunal administratif de Bordeaux a déclaré illégale cette réalisation. Le 10 juillet 2020, le tribunal judiciaire d'Agen a condamné pénalement le président de la chambre d’agriculture du département, Serge Bousquet-Cassagne, et son vice-président à des peines de prison ferme et à des amendes. En appel, la prison ferme a été transformée en sursis. Pour Bernard Lannes, président national de la Coordination rurale, « Il faudra envoyer l’armée ! C’est un procès politique ! Une guerre de religion ! La justice et certains écologistes nous frappent alors que le gouvernement se montre ouvert sur des négociations. »

### Attaque d'un cinéma à Limoges
Le 31 janvier 2023, au cours de la diffusion d’un documentaire intitulé Julien, le marais et la libellule, prenant position contre les méga-bassines, dans un cinéma de Limoges, des membres de la Coordination rurale s’introduisent dans le hall d'entrée du bâtiment, le saccagent et lâchent des animaux sauvages dans les couloirs d’accès aux salles. La projection est alors interrompue, et les assaillants mis en fuite par les spectateurs présents lors de la séance. La police intervient ensuite pour récupérer les animaux échappés. L'un d'entre eux, étant trop blessé pour être sauvé, doit cependant être euthanasié. L'antenne haute-viennoise de la Société protectrice des animaux annonce porter plainte pour maltraitance animale le lendemain.
L'action est ensuite revendiquée publiquement par le syndicat, qui annonce vouloir poursuivre sa lutte contre le « terrorisme écologique ».

### Tentatives d’intimidation et menaces envers Marine Tondelier
Le 27 mars 2023, la Coordination rurale 47, à la tête de la chambre d'agriculture du Lot-et-Garonne, publie un communiqué de presse s'opposant à la venue de Marine Tondelier, secrétaire du parti Europe Écologie Les Verts, l’accusant de faire l'apologie de la violence et de la haine envers le monde agricole. Plusieurs élus de la chambre d'agriculture considèrent la venue de la politicienne comme un « acte de provocation certain au lendemain de Sainte-Soline ». L’élue écologiste réagit à ce communiqué, en dénonçant des propos « caricaturaux et menaçants », mais annonce maintenir son déplacement dans le département.
Le lendemain de la publication du communiqué, Marine Tondelier ayant confirmé sa venue en Lot-et-Garonne le même jour, 150 à 200 adhérents de la Coordination rurale 47 se rassemblent à la gare de Marmande pour organiser un blocus et empêcher l'élue écologiste d’effectuer son déplacement dans le département. Les militants du syndicat effectuent dans la matinée une action de vandalisme d'ampleur en épandant du lisier sur la fontaine municipale de Marmande pour protester contre la décision de la municipalité d'accueillir la secrétaire du parti écologiste. Une autre action de blocage est mise en place par les militants de la Coordination rurale 47 à Villeneuve-sur-Lot afin d'empêcher Marine Tondelier d'effectuer une visite sur le thème de la désertification médicale, le pôle hospitalier mère-enfant de la ville étant menacé de fermeture.
La dirigeante écologiste n'arrive finalement à Marmande qu'en début d'après-midi, après avoir annulé sa première visite à Villeneuve-sur-Lot, et se joint à la manifestation contre la réforme des retraites. Une fois sur place, elle se retrouve bloquée par des militants de la Coordination rurale qui l'insultent et menacent de lui jeter du lisier. Le président de la chambre d'agriculture du Lot-et-Garonne, Serge Bousquet-Cassagne, aurait par la suite déclaré en privé à Marine Tondelier : « Ma poule tu t’es encore échappée. Je vais t’attraper et te plumer. »
Le ministre de l'Agriculture, Marc Fesneau, réagit à ces intimidations en déclarant sur ses réseaux sociaux : « Il n'est pas admissible, en aucune circonstance et sous couvert d'aucune cause, de justifier l'intimidation, les menaces sur les personnes et les biens, le non-respect de la loi, la vie et l'expression démocratiques. Jamais. Sinon c'est la violence qui fera sa loi et la loi. »
Une semaine plus tard, à l’initiative de Serge Bousquet-Cassagne, des agriculteurs adhérents de la Coordination rurale effectuent une nouvelle action de vandalisme en versant du fumier devant l'hôtel de ville de Nérac, le maire de la commune ayant affiché publiquement son soutien à Marine Tondelier.

### Sources bibliographiques
- Qu'est-ce que la Coordination rurale ?, éd. L'Archipel, 2006? broché, 155 p.  (ISBN 978-2841878918)
- François Purseigle, « Chapitre 8 / La coordination rurale: Un nouvel acteur sur l'Échiquier syndical », dans Les mondes agricoles en politique, Presses de Sciences Po, 1er juin 2010, 241–272 p. (ISBN 978-2-7246-1164-9, DOI 10.3917/scpo.hervi.2010.01.241, lire en ligne)